# Marjorie (Kunaq) Tahbone
 (mars 2025).
La mise en forme du texte ne suit pas les recommandations de Wikipédia : il faut le « wikifier ».
Les points d'amélioration suivants sont les cas les plus fréquents :
- Les titres sont pré-formatés par le logiciel. Ils ne sont ni en capitales, ni en gras.
- Le texte ne doit pas être écrit en capitales (les noms de famille non plus), ni en gras, ni en italique, ni en « petit »…
- Le gras n'est utilisé que pour surligner le titre de l'article dans l'introduction, une seule fois.
- L'italique est rarement utilisé : mots en langue étrangère, titres d'œuvres, noms de bateaux, etc.
- Les citations ne sont pas en italique mais en corps de texte normal. Elles sont entourées par des guillemets français : « et ».
- Les listes à puces sont à éviter, des paragraphes rédigés étant largement préférés. Les tableaux sont à réserver à la présentation de données structurées (résultats, etc.).
- Les appels de note de bas de page (petits chiffres en exposant, introduits par l'outil «  Source ») sont à placer entre la fin de phrase et le point final[comme ça].
- Les liens internes (vers d'autres articles de Wikipédia) sont à choisir avec parcimonie. Créez des liens vers des articles approfondissant le sujet. Les termes génériques sans rapport avec le sujet sont à éviter, ainsi que les répétitions de liens vers un même terme.
- Les liens externes sont à placer uniquement dans une section « Liens externes », à la fin de l'article. Ces liens sont à choisir avec parcimonie suivant les règles définies. Si un lien sert de source à l'article, son insertion dans le texte est à faire par les notes de bas de page.
- La présentation des références doit suivre les conventions bibliographiques. Il est recommandé d'utiliser les modèles {{Ouvrage}}, {{Chapitre}}, {{Article}}, {{Lien web}} et/ou {{Bibliographie}}. Le mode d'édition visuel peut mettre en forme automatiquement les références.
- Insérer une infobox (cadre d'informations à droite) n'est pas obligatoire pour parachever la mise en page.

Pour une aide détaillée, merci de consulter Aide:Wikification.
Si vous pensez que ces points ont été résolus, vous pouvez retirer ce bandeau et améliorer la mise en forme d'un autre article.
Marjorie Kunaq Tahbone (Marjorie Linne Tungwenuk Tahbone) est une artiste multidisciplinaire Iñupiaq et Kiowa. Elle est reconnue pour son engagement dans la revitalisation du tatouage traditionnel inuit, l’enseignement de la langue inupiaq, ainsi que pour la création de vêtements mêlant techniques ancestrales et design contemporain. Parmi ses distinctions, elle a reçu le Project Award (2019) et le Fellowship Award (2023) de la fondation Rasmuson, ainsi que la médaille du service méritoire du Gouverneur général du Canada (2017). Elle réside actuellement à Nome, en Alaska, avec son mari, Dewey, et leur fille, Telele Iŋmaġana.

## Biographie
Marjorie est une citoyenne américaine et revendique son appartenance aux nations Iñupiaq et Kiowa. Son engagement envers la préservation et la transmission des cultures autochtones est au cœur de sa pratique artistique et éducative.
Originaire de Nome, Alaska, Marjorie a grandi dans le camp de pêche familial, où elle a appris à utiliser les ressources naturelles pour s’exprimer à travers ses pratiques artistiques. La famille de Marjorie passe la plupart de ses étés dans le camp de Nome, où leur mode de vie est centré sur la tradition et la subsistance. Sa famille vivait selon un mode de vie traditionnel, sans électricité ni eau courante, ce qui a favorisé une forte immersion culturelle dès l’enfance.
Elle a obtenu une licence en études autochtones d'Alaska avec une mineure en langue inupiaq à l'Université de l'Alaska à Fairbanks. En décembre 2020, elle a terminé sa maîtrise en études autochtones dans la même université. En 2011, Marjorie a également été couronnée Miss Indian World, reconnaissant son engagement envers sa culture et sa communauté. Maintenant, elle sur le Nome Public Schools Board of Education.

## Revitalisation du tatouage inuit
Marjorie valorise l’apprentissage et la transmission des compétences traditionnelles qu'elle considère essentielles pour une identité culturelle forte. Elle s'efforce d'enseigner ces compétences précieuses à ceux qui souhaitent les apprendre. Elle est la première femme de sa famille encore en vie à arborer un tatouage traditionnel sur le menton. Elle a obtenu son premier tatouage après avoir remporté une reconnaissance importante et, avec la bénédiction de sa famille, elle l'a fait faire par une personne non autochtone. Elle a pris conscience par la suite que les tatouages pouvaient également être réalisés au sein de sa propre communauté, et elle a donc décidé d'apprendre. 
Elle se consacre à la revitalisation du tatouage traditionnel inuit, notamment le tavluġun, ornement facial porté par les femmes Iñupiaq. Elle a appris les techniques traditionnelles de tatouage inupiaq et les pratique sur d'autres personnes.
En 2024, elle a contribué à la série True Detective – Saison 4, diffusée sur HBO. Marjorie a fait partie du Iñupiaq Advisory Council, un groupe de cinq personnes qui ont conseillé la production de la série pour assurer une représentation authentique des cultures autochtones de l'Alaska. Elle a notamment aidé à corriger des éléments du script pour refléter fidèlement la faune locale, comme remplacer des références à des élans par des caribous.

## Pratique artistique
Marjorie utilise des techniques traditionnelles telles que le tannage des peaux, la couture sur peau et le tatouage traditionnel inuit. Elle intègre également des éléments modernes dans ses créations, notamment dans la conception de vêtements et d'accessoires. Ses œuvres explorent la revitalisation culturelle, la transmission des savoirs ancestraux et la connexion profonde avec la terre. Elle met l'accent sur l'importance de préserver et de partager les traditions inupiaq et kiowa, en particulier à travers l'art du tatouage traditionnel et la langue inupiaq.
Elle conçoit des tenues qui fusionnent les savoir-faire ancestraux et le design contemporain, notamment des parkas, bottes en peau et accessoires en cuir tanné à la main, intégrant des motifs inupiat et kiowa.
Œuvres précises :
Family Protection (2020) : Un masque fabriqué à partir de peaux d’écureuil terrestre (siksrik) avec un qupak en cuir de veau noir et blanc au centre. Ce masque rend hommage aux parkas traditionnels en peau d’écureuil, qui témoignaient du savoir-faire des couturières inupiat. 
Ceremonial Healing (2020) : Un masque en peau de phoque teintée à l’aulne, avec une bordure en peau de poisson et un motif tissé à partir de bandes de peau de phoque blanchie (naluaq) et de peau teintée. Il intègre des perles rouges, blanches, turquoise et noires, et cherche à évoquer la puissance de la guérison cérémonielle à travers l’art.
Marjorie a partagé son expérience de reconnexion avec sa culture et ses ancêtres dans un épisode du podcast The Moth intitulé Awakening. En novembre 2020, elle a animé un atelier intergénérationnel sur la sculpture de la lampe à huile de phoque traditionnelle inupiat, appelée naniq. Il visait à enseigner la sculpture sur stéatite et à transmettre l'histoire et l'importance culturelles de cet objet. En 2023, elle a reçu le Governor’s Arts and Humanities Award pour son travail en tant qu'artiste, enseignante et leader communautaire.
Les travaux de Marjorie Kunaq Tahbone ont été reconnus et soutenus par des institutions telles que, la fondation Rasmuson, qui lui a décerné le Project Award en 2019 et le Fellowship Award en 2023. En 2017, elle a reçu la médaille du service méritoire du Gouverneur général du Canada, aux côtés de Hovak Johnston, pour son rôle dans la revitalisation du tatouage inuit. 
Marjorie est reconnue pour son rôle essentiel dans la revitalisation des pratiques culturelles inupiaq, notamment le tatouage traditionnel et la transmission de la langue. Son travail contribue à renforcer l'identité culturelle et à promouvoir la fierté au sein des communautés autochtones.